# Jean-Baptiste Georges Gassies
Pour les articles homonymes, voir Gassies.
Jean-Baptiste Georges Gassies né le 16 juillet 1829 à Paris et mort le 2 juin 1919 à Montluçon est un peintre et aquarelliste français.

## Biographie
Jean-Baptiste Georges Gassies, né en 1829 à Paris, est le fils de Jean-Bruno Gassies. Il étudie avec Michel Martin Drolling dans sa ville natale. Il est aussi élève de François Victor Eloi Biennourry.
En 1852, il quitte son atelier de Chailly-en-Bière en Seine-et-Marne pour rejoindre les peintres de l'école de Barbizon à l'auberge de Ganne à Barbizon. Par la suite, il s'installe dans une maison que Charles Jacque avait fait construire, voisine de celle habitée par Olivier de Penne, puis par Antoine-Louis Barye. 
Jean-Baptiste Georges Gassies meurt en 1919 à Montluçon.

## Œuvres
- Les mares de Belle-croix (forêt de Fontainebeau) « effet du soir : aquarelle largement et finement enlevée. La mare resplendit du soleil couchant en feu qui brille à l'horizon à travers les chênes de la futaie, à cette heure du crépuscule ; une biche écoute, dans les bruyères du premier plan, avant d'étancher sa soif à cette mare. Très bel effet. »[6].
- Clairière, effet du soir[4].
- Groupe de bouleaux au Jean-de-Paris (forêt de Fontainebleau)[4].
- Intérieur de forge[4].
- Une mare, effet de soir[4].
- Forêt au commencement de l'été[4].
- Décembre[4].
- Les Premiers au rendez-vous[4].
- Croix de Sauvray, forêt de Fontainebleau[4].
- Hallali d'un cerf dix cors dans une mare[4].
- Le Chevreuil, paysage[4].
- La Mare des roches[4].
- Un sentier dans la forêt[4].
- Une rue de Pamiers (Ariège)[4].
- Groupe de chênes[4].
- Bouleaux en automne, forêt de Fontainebleau[4].
- Une allée dans les plants de Barbizon, effets de neige[4].
- Le Cap d'Antifer, d marée basse (Normandie)[4].
- Le Carré de l'épine, forêt de Fontainebleau[4].
- Le Grand chemin de Brison, forêt de Fontainebleau (Musée de Melun)[4].
- Vieille futaie en hiver[4].
- Sous-bois, forêt de Fontainebleau[4].
- L'Hiver, Bas-Bréau, forêt de Fontainebleau[4].
- Une battue en été[4].
- Rochers dans les gorges d'Apremont, forêt de Fontainebleau[4].
- Le Désert d'Apremont[4].
- Fin d'une chasse au loup en hiver[4].
- Lisière de forêt[4].
- Vue prise à Belle-Croix, forêt de Fontainebleau[4].
- Vue prise aux gorges de la Solle, valet de limier faisant le bois[4].
- Six aquarelles, même numéro[4].
- Forêt de Fontainebleau et souvenirs du Calvados[4].
- La Route de Paris, forêt de Fontainebleau[4].
- La Porte de Barbizon, forêt de Fontainebleau, effet de soir[4].
- Le Soir, forêt de Fontainebleau[4].
- Sous bois[4].
- Après la pluie[4].
- Le Printemps en forêt[4].
- Le Soir[4].
- Lisière de forêt[4].
- La Fête de Barbizon[4].
- La Route de Paris, forêt de Fontainebleau[4].
- Les Bords du Loing au soleil couchant[4].
- Le Bout du village de Barbison[4].
- Les Blés, aquarelle[4].
- Lisière de forêt par un clair de Lune[4].
- La Garonne, en amont du pont de Bordeaux[4].
- Clairière dans la forêt de Fontainebleau[4].
- Bateau en réparation sur la Garonne[4].
- Cabane de bûcherons dans la forêt de Fontainebleau[4].
- Vue prise aux gorges d'Apremont, forêt de Fontainebleau[4].
- La Mare aux grenouilles[4].
- Plateau de Belle-Croix (forêt de Fontainebleau)[4].
- Bords de la Garonne[4].
- Vue de l'église de Chailly, le soir[4].
- Le Passage des bécasses, aquarelle. « Ciel de feu, deux arbres aux rameaux sans feuilles ; fond de broussailles fourrées ; deux mamelons de rochers gris ; deux bécasses passent et vont se poser. Un lièvre est aux aguets. Cette aquarelle est très vigoureuse. »[7],[4].
- Le Faisan, aquarelle. « Le coq se promène, fier, tandis que sa poule couve sous la fougère.  Deux troncs d'arbres blancs. Ciel bleu, fonds gris et puissants. Belle aquarelle, pleine de vigueur comme la précédente. »[7],[4].
- Aux monts Girard, Fontainebleau[4].
- Un verger à Chailly[8].
- Une Mare en plaine[8].
- Route de Paris à Fontainebleau[8].
- Solitude[8].
- Église de Chailly[8].
- Poste de douaniers sur la falaise[8].
- Cap d'Antifer[8].
- Porte de Bourgogne à Moret[8].
- Bords du Loing[8].
- Entrée du port de Coursuelles, à marée basse (Calvados)[8].
- La Neige en forêt[8].
- À Belle-Croix, forêt de Fontainebleau[8].
- Aux monts de Fays[9].
- Coin de bois à Barbizon[9].
- Le Bois de la Marinière à Chailly[9].
- Le Bassin du Commerce au Havre[9].
- L'Allée de Villeroy à Chailly[9].
- Forêt en hiver, aquarelle[9].

## Publication
- Le vieux Barbizon : Souvenirs de jeunesse d'un paysagiste (ISBN 2841781844).